# عقاب‌افشان
عقاب افشان، یک شرکت خودروسازی ایرانی است، که نمایندگی فروش موتورهای دیزلی و تولید اتوبوس‌های شرکت اسکانیا در ایران را دارا می‌باشد. کارخانهٔ تولیدی این شرکت، در شهر سمنان قرار دارد و دفتر مرکزی آن، در تهران مستقر می‌باشد.
شرکت عقاب افشان در سال ۱۳۷۸ توسط هادی اکبری راد، در شهر مشهد، به‌عنوان یک شرکت سهامی خاص ثبت گردید. در سال ۱۳۹۹ شمار کارکنان این شرکت و شرکتهای تابعه ۲۰۰۰ نفر اعلام شد. هم‌اکنون ظرفیت تولید اتوبوس و مینی بوس شرکت عقاب افشان، در حدود ۵۰۰۰ دستگاه در سال برآورد می‌شود.
در تاریخ ۲۲ مردادماه ۱۳۹۹ در نشستی با مدیران ایران خودرو دیزل برای طراحی و ساخت قطعات، شاسی، موتور و قوای محرکه، بدنه و تزیینات و غیره دوازده قرارداد امضا شد.
طی بازدید دکتر غلامرضا شریعتی، رئیس سازمان ملی استاندارد، ایشان بر این نکته که اتوبوسها و مینی بوس‌های تولید شده در گروه عقاب افشان دارای استانداردهای فراملی هستند، تأکید کرد.
گروه صنایع خودروسازی عقاب افشان با ایجاد یک جوینت ونچر با گروه مپنا، نخستین اتوبوس برقی ایرانی را تولید و در ۱۲ خرداد ۱۴۰۰ در شهر سمنان رونمایی کرد. این محصول در راستای سیاست این شرکت برای حمایت از محیط زیست و توسعه حمل و نقل پاک و پایدار است. این محصول نخستین خودرویی است که بر بستر نرم‌افزار مدیریت چرخه عمر محصول PLM ساخته شده‌است.
گروه صنایع خودروسازی عقاب افشان دارای ۸ کارخانه قطعه سازی است که تأمین قطعات برای شرکت اصلی و سایر تولیدکنندگان خودروهای تجاری در ایران را انجام می‌دهد. از میان شرکتهای تابعه، ۴ شرکت داتش بنیان هستند که نشان دهنده عمق دانش ساخت خودروهای تجاری و قطعات در این شرکت است.
محصولات این شرکت به کشورهای مختلفی صادر شده‌اند و عقاب افشان در دو سال ۲۰۱۷ و ۲۰۱۸ بعنوان بزرگترین شریک تجاری اسکانیا در زمینه اتوبوس در جهان معرفی شد.

## تاریخچه
شرکت گروه صنایع خودروسازی عقاب افشان در سال ۱۳۷۸ توسط هادی اکبری‌راد راه‌اندازی شد، که در ابتدا به عنوان نمایندگی فروش قطعات اتوبوس‌های اسکانیا فعالیت می‌کرد، که با دریافت حق امتیاز تولید اتوبوس‌های اسکانیا در ایران، فعالیت‌هایش گسترش یافت و هم‌اکنون به عنوان یکی از بزرگترین شرکت‌های سازندهٔ اتوبوس در ایران شناخته می‌شود.
گروه صنایع خودردسازی عقاب افشان که یک شرکت خصوصی می‌باشد، در زمینهٔ تولید انواع اتوبوس، مینی بوس و موتورهای دیزلی نیز فعالیت می‌کند. کارخانهٔ اصلی این شرکت نیز در زمینی به وسعت ۵۰۰٬۰۰۰ متر مربع و سالن‌هایی با ۷۵۰۰۰ متر مربع در ضلع شمالی شهرک صنعتی شرق سمنان و کیلومتر ۷ جاده سمنان به دامغان بنا شده‌است. در حال حاضر ظرفیت تولید سالانهٔ اتوبوس‌های عقاب افشان ۵۰۰۰ دستگاه اتوبوس شهری و بین شهری و مینی بوس در سال می‌رسد.
محصولات این شرکت دارای استانداردهای روز اتحادیه اروپا  هستند و اخیراً شرکت فعالیت خود را در زمینهٔ صادرات اتوبوس به کشورهای دیگر آغاز و تاکنون به کشورهای الجزایر، مصر، سوریه، عراق، عربستان و ترکمنستان صادرات داشته؛ قراردادهایی نیز با کشورهای اروپایی نظیر اوکراین منعقد نموده‌است. این شرکت در سال ۱۳۹۰ به‌عنوان بزرگترین تولیدکنندهٔ اتوبوس در ایران شناخته شد.

## وضعیت استاندارد
پس از حوادث مختلف و بحث‌های گسترده پیرامون وضعیت ایمنی این خودرو که عدم شماره‌گزاری یک تیپ آن توسط پلیس را در پی داشت در اسفند ۱۳۹۲ مؤسسهٔ استاندارد اعلام کرد که این خودرو ۱۹ مورد از استانداردها را پاس نکرده‌است. روشن نیست که مجوز شماره‌گزاری این خودرو با این وضعیت چگونه صادر شده بوده. مسئولان این شرکت پیش از این مدعی بودند که تحت نظر مؤسسهٔ استاندارد اقدام به تولید محصول می‌کنند.
انجمن خودروسازان در پاسخی نوشت که این استانداردها برای این خودرو الزامی نبوده‌است.
در بازدید غلامرضا شریعتی، رئیس سازمان ملی استاندارد و معاونانش از شرکت عقاب افشان، ایشان بر دارا بودن استانداردهای ملی و فراملی برای محصولات شرکت تأکید کردند و همچنین شرکت عقاب افشان را به عنوان مرکز تستهای استاندارد و آزمایش خودروهای تجاری معرفی کردند.
اتوبوس‌های عقاب، نخستین اتوبوس‌های ساخت ایران هستند که دارای ۴ ستاره کیفی از شرکت بازرسی کیفیت و استاندارد ایران می‌باشند.

## محصولات درون شهری و بین شهری

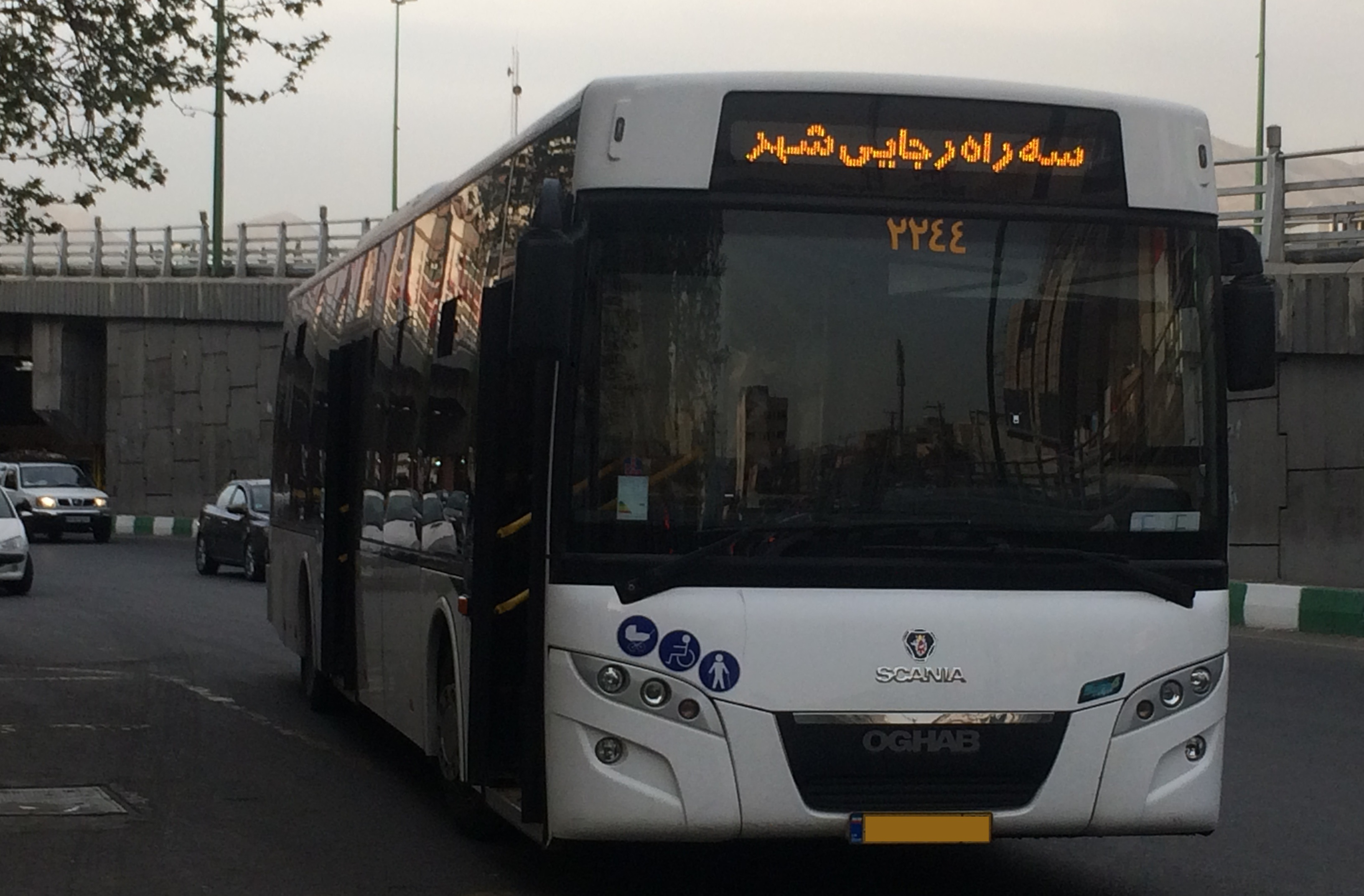
اتوبوس شهری پارسین (۱۳متری) در مالکیت سازمان حمل و نقل بار و مسافر شهرداری کرج

- اتوبوس‌های شهری
  - پارسا[۵]۱۸متری، مفصل دار
  - آرین[۶]۱۵ متری از سال ۹۲
  - پارسین (CNG)[۷]
  - پارسین[۸]۱۳ متری از سال ۹۴ تا آذر ۱۴۰۰ با موتور DC09 اسکانیا یورو ۴
  - میدل باس ۸.۵ متری
- اتوبوسهای بین شهری
  - مینی بوس NAVIGO 1655[۹]
  - اسکانیا کلاسیک
  - مارال ۴۲۱۲[۱۰]
  - درسا[۱۱]
- موتورهای دیزلی
  - لیست محصولات